# Worcester IceCats
Worcester IceCats byl profesionální americký klub ledního hokeje, který sídlil ve Worcesteru ve státě Massachusetts. Své domácí zápasy hrál v tamní aréně Worcester Centrum. Klubové barvy byly křišťálová modř, modrá a stříbrná.
Počátky klubu se psaly v roce 1994. V létě téhož roku se rozhodl majitel klubu New York Islanders Roy Boe, odkoupit klub Springfield Indians a přesunul ho do Worcesteru. Tým tak nesl název Worcester IceCats. Od podzimu 1994 začal hrát v lize AHL, ale prozatím neplnil klub žádnou funkci jako farma klub NHL. Později se s vedením klubu dohodl trenér a generální ředitel klubu St. Louis Blues Jim Roberts, na spoluprací s klubem a Worcester IceCats začal působit až do konce zaniknutí klubu, jako farmářský celek St. Louis Blues. V roce 1998 se stal záložním celkem klubu IceCats klub Peoria Rivermen, který působil v lize ECHL. V sezóně 2000/01 prodal klubu majitel Roy Boe St. Louis Blues.
Dne 9. listopadu 2004 vedení St. Louis Blues oznámilo prodej klubu IceCats do druhého záložního celku Peoria Rivermen. V roce 2005 se klub přestěhoval do Peorie.

## Kapitáni týmu
- 1994–1995 Jim Nesich
- 1995–1996 Roy Mitchell
- 1996–1997 David Williams
- 1997–1998 Terry Virtue
- 1997–1998 Ricard Persson
- 1998–1999 Geoff Smith
- 1998–2000 Jason Widmer
- 1999–2000 Bryan Helmer
- 2000–2002 Ed Campbell
- 2002–2003 Eric Nickulas
- 2003–2004 Jeff Panzer
- 2004–2005 Mike Mottau

## Úspěchy klubu
- Vítěz základní části – 1x (2000/01)
- Vítěz divize – 2x (1996/97 a 2000/01)

## Výsledky

### Základní část

#### AHL
Zdroj: 
| Sezona  | Zápasy | Výhry | Prohry | Remízy | Prohry(pr.) | Prohry(s.n.) | Body | Góly vstřelené | Góly inkasované | Umístění v divizi |
| ------- | ------ | ----- | ------ | ------ | ----------- | ------------ | ---- | -------------- | --------------- | ----------------- |
| 1994/95 | 80     | 24    | 45     | 11     | 0           | —            | 59   | 234            | 300             | 6. Severní        |
| 1995/96 | 80     | 36    | 28     | 12     | 4           | —            | 88   | 242            | 244             | 2. Severní        |
| 1996/97 | 80     | 43    | 23     | 9      | 5           | —            | 100  | 256            | 234             | 1. Nová Anglie    |
| 1997/98 | 80     | 34    | 31     | 9      | 6           | —            | 83   | 267            | 268             | 4. Nová Anglie    |
| 1998/99 | 80     | 34    | 36     | 8      | 2           | —            | 78   | 237            | 260             | 4. Nová Anglie    |
| 1999/00 | 80     | 34    | 31     | 11     | 4           | —            | 83   | 249            | 250             | 3. Nová Anglie    |
| 2000/01 | 80     | 48    | 20     | 9      | 3           | —            | 108  | 264            | 205             | 1. Nová Anglie    |
| 2001/02 | 80     | 39    | 33     | 7      | 1           | —            | 86   | 245            | 218             | 3. Severní        |
| 2002/03 | 80     | 35    | 27     | 15     | 3           | —            | 88   | 235            | 220             | 3. Severní        |
| 2003/04 | 80     | 37    | 27     | 13     | 3           | —            | 90   | 207            | 186             | 3. Atlantické     |
| 2004/05 | 80     | 39    | 34     | 3      | 4           | —            | 85   | 212            | 223             | 5. Atlantické     |

### Play-off
Zdroj: 
| Sezona  | předkolo                    | 1. kolo                     | 2. kolo                     | 3. kolo                     |
| ------- | --------------------------- | --------------------------- | --------------------------- | --------------------------- |
| 1994/95 | mužstvo se nekvalifikovalo. | mužstvo se nekvalifikovalo. | mužstvo se nekvalifikovalo. | mužstvo se nekvalifikovalo. |
| 1995/96 | porážka, 1-3, Portland      | —                           | —                           | —                           |
| 1996/97 | porážka, 2-3, Providence    | —                           | —                           | —                           |
| 1997/98 | postup, 3-1, Springfield    | porážka, 3-4, Hartford      | —                           | —                           |
| 1998/99 | porážka, 1-3, Providence    | —                           | —                           | —                           |
| 1999/00 | postup, 3-1, Portland       | porážka, 1-4, Hartford      | —                           | —                           |
| 2000/01 | postup, 3-1, Lowell         | porážka, 3-4, Providence    | —                           | —                           |
| 2001/02 | porážka, 1-2, Manitoba      | —                           | —                           | —                           |
| 2002/03 | porážka, 0-3, Binghamton    | —                           | —                           | —                           |
| 2003/04 | postup, 4-2, Manchester     | porážka, 0-4, Hartford      | —                           | —                           |
| 2004/05 | mužstvo se nekvalifikovalo. | mužstvo se nekvalifikovalo. | mužstvo se nekvalifikovalo. | mužstvo se nekvalifikovalo. |

## Klubové rekordy

### Za sezonu
Góly: 38, Eric Boguniecki a Justin Papineau (2001/02)
Asistence: 46, Eric Boguniecki (2001/02)
Body: 84, Eric Boguniecki (2001/02)
Trestné minuty: 337, Sylvain Blouin (1999/2000)
Průměr obdržených branek: 2.13, Curtis Sanford (2003/04)
Procento úspěšnosti zákroků: .929, Dwayne Roloson (2000/01)

### Celkové
Góly: 79, Marc Brown
Asistence: 154, Terry Virtue
Body: 210, Terry Virtue
Trestné minuty: 1083, Terry Virtue
Čistá konta: 65, Curtis Sanford
Vychytaná vítězství: 10, Curtis Sanford
Odehrané zápasy: 455, Terry Virtue

## Nejlepší hráči v historii klubu
| Hráč            | Poz | Z   | G  | A   | B   |
| Terry Virtue    | O   | 455 | 56 | 154 | 210 |
| Jame Pollock    | O   | 270 | 63 | 104 | 167 |
| Marc Brown      | LK  | 303 | 79 | 81  | 160 |
| Eric Boguniecki | C   | 141 | 69 | 86  | 155 |
| Jeff Panzer     | C   | 210 | 62 | 84  | 146 |
| Justin Papineau | C   | 162 | 66 | 77  | 143 |
| Stephane Roy    | C   | 208 | 61 | 78  | 139 |
| Daniel Corso    | C   | 187 | 54 | 85  | 139 |
| Marty Reasoner  | C   | 122 | 57 | 68  | 125 |
| Blake Evans     | C   | 253 | 52 | 73  | 125 |

| Hráč            | Poz | G  |
| Marc Brown      | LK  | 79 |
| Eric Boguniecki | C   | 69 |
| Justin Papineau | C   | 66 |
| Jame Pollock    | O   | 63 |
| Jeff Panzer     | C   | 62 |
| Stéphane Roy    | C   | 61 |
| Marty Reasoner  | C   | 57 |
| Terry Virtue    | O   | 56 |
| Chris Kenady    | PK  | 55 |
| Daniel Corso    | C   | 54 |

| Hráč            | Poz | A   |
| Terry Virtue    | O   | 154 |
| Jame Pollock    | O   | 104 |
| Eric Boguniecki | C   | 86  |
| Daniel Corso    | C   | 85  |
| Jeff Panzer     | C   | 84  |
| Marc Brown      | LK  | 81  |
| Jamie Rivers    | O   | 80  |
| Stéphane Roy    | C   | 78  |
| Justin Papineau | C   | 77  |
| Blake Evans     | C   | 73  |

| Hráč           | Poz | TM   |
| Terry Virtue   | O   | 1080 |
| Kevin Sawyer   | LK  | 567  |
| Reed Low       | PK  | 517  |
| Tyler Willis   | PK  | 515  |
| Steve McLaren  | LK  | 477  |
| Matt Walker    | O   | 404  |
| Justin Hocking | O   | 396  |
| Ed Campbell    | O   | 379  |
| Sylvain Blouin | LK  | 337  |
| Jason Widmer   | O   | 330  |